# Si tu t'appelles Mélancolie
«Si tu t'appelles Mélancolie» (франц. «Якщо тобою заволодів смуток») — студійний альбом французького співака Джо Дассена. Платівка вперше була випущена у Франції, в 1974 році. Найвідоміші пісні з альбому: «Si tu t'appelles mélancolie», «Vade retro» та «L'Amour etc».
«Si tu t'appelles Melancolie» став одним з найкращих та навідоміших альбомів Джо Дассена. Паралельно з ним в 1974 році музична фірма «CBS» також випустила концертний альбом співака «A l'Olympia».

## Композиції
| #   | Назва                          | Тривалість |
| --- | ------------------------------ | ---------- |
| 1.  | «Vade retro»                   | 2:50       |
| 2.  | «Si tu t'appelles Mélancolie»  | 3:15       |
| 3.  | «Messieurs les jurés»          | 2:58       |
| 4.  | «Six jours à la campagne»      | 2:53       |
| 5.  | «L'amour etc…»                 | 2:36       |
| 6.  | «Entre deux adieux»            | 3:09       |
| 7.  | «Le service militaire»         | 2:23       |
| 8.  | «Annie de l'année dernière»    | 2:45       |
| 9.  | «Marie-Madeleine»              | 3:30       |
| 10. | «Je te crois»                  | 2:11       |
| 11. | «Ce n'est rien que du vent»    | 4:15       |
| 12. | «Ma dernière chanson pour toi» | 2:42       |

## Відео
- YouTube Joe Dassin — «Si tu t'appelles mélancolie» [Архівовано 17 лютого 2014 у Wayback Machine.] (англ.)
- YouTube Joe Dassin — «Vade retro» (англ.)
- YouTube Joe Dassin — «L'amour etc» (англ.)